# Grigor Dimitrov
Grigor Dimitrov Dimitrov (Bulgaars: Григóр Димитрóв Димитрóв) (Chaskovo, 16 mei 1991) is een professioneel tennisspeler uit Bulgarije.
Dimitrov heeft tot dusver acht ATP-titels behaald in het enkelspel. Hij heeft op alle ondergronden een ATP-titel gewonnen. In 2017 wist hij de ATP world tour finals op zijn naam te zetten. Dit is tot nu toe zijn grootste prestatie. Zijn beste prestatie in het dubbelspel is het bereiken van de dubbelspelfinale op de AEGON International samen met Eduardo Schwank. De finale ging met 3-6, 3–6 verloren tegen het duo Jonathan Erlich/Andy Ram.

## Carrière
Dimitrov begon zijn professionele carrière in 2008, na succesvolle jaren als junior. Dimitrov won bij de junioren in 2008 zowel Wimbledon als de US Open in het enkelspel.

### 2013: Van talent naar gevestigde speler, eerste ATP-titel

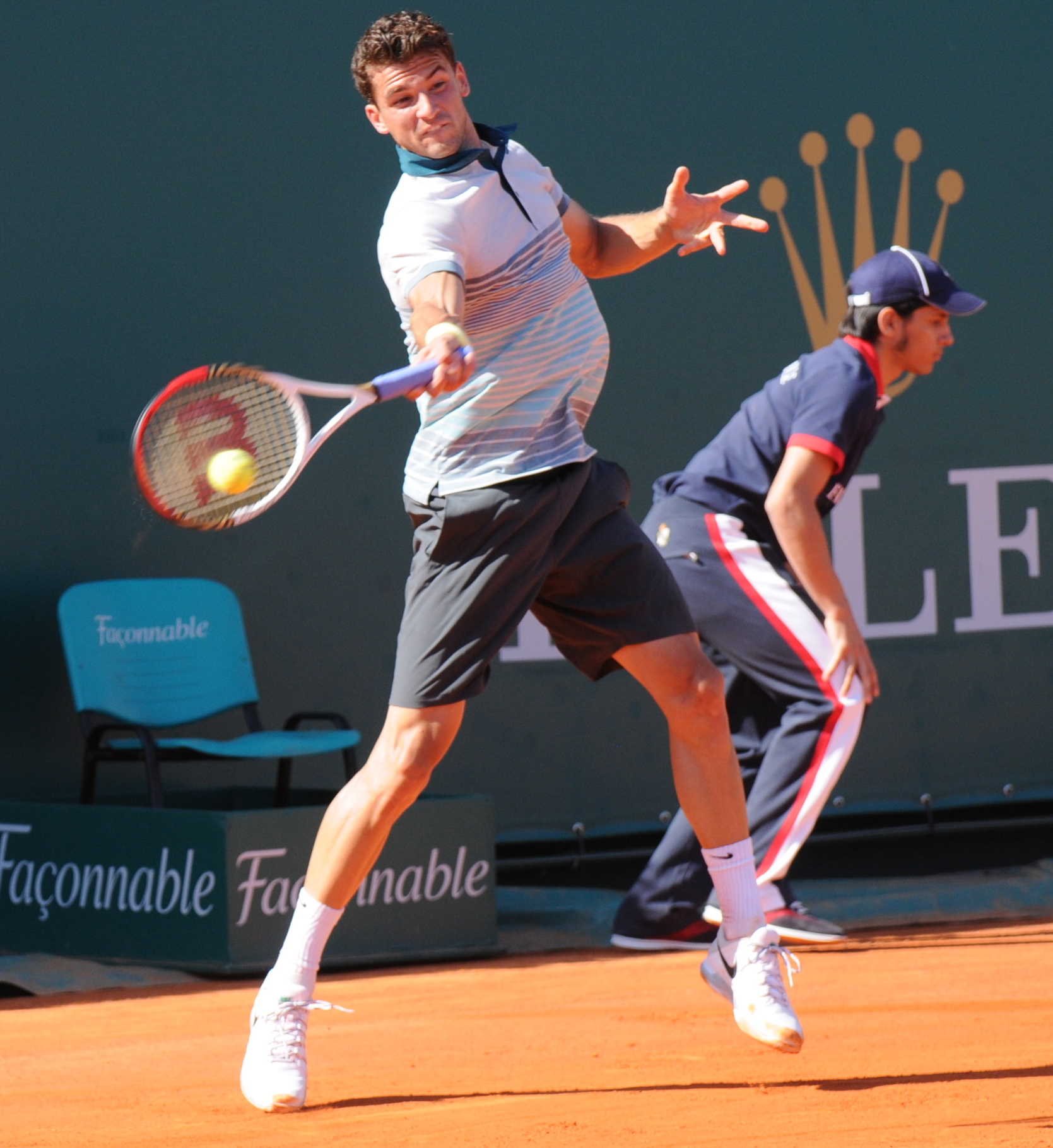
Dimitrov op het toernooi van Monte Carlo

In 2013 lukte het Dimitrov voor het eerst een ATP-toernooi te winnen. Dit deed hij bij het ATP-toernooi van Stockholm, door de als eerste geplaatste David Ferrer in de finale te verslaan. Een andere primeur voor Dimitrov was het eindigen van het seizoen binnen de top-25 van de wereldranglijst. Hoogtepunten in zijn seizoen waren de overwinning op Novak Đoković in Madrid en zijn partij tegen Rafael Nadal tijdens het toernooi van Monte Carlo, waar hij Nadal tot het uiterste dreef om de partij nog te winnen.

### 2014: Doorbraak op grandslam-niveau
Op grandslam-niveau wist Dimitrov voor het eerst in zijn carrière de kwartfinale te bereiken. Dit deed hij op de Australian Open. Hij verloor daarin van Rafael Nadal, in vier sets: 6-3, 6-7, 6-7 en 2-6. In februari won Dimitrov zijn tweede ATP-titel in Acapulco. In april was hij ook de beste tijdens het ATP-toernooi van Boekarest. Daarna haalde hij nog de halve finale bij het ATP-toernooi van Rome, maar verloor al in de openingsronde van Roland Garros, van het servicekanon Ivo Karlović. Ter voorbereiding op Wimbledon speelde Dimitrov het grastoernooi van Queen's, waar hij de titel behaalde, door in de finale in drie tiebreak-sets van de Spanjaard Feliciano López te winnen. In de halve finale had hij de nummer een van de plaatsingslijst Stanislas Wawrinka al uitgeschakeld. Op Wimbledon zette hij zijn goede lijn voort. In de kwartfinale was hij verrassend in straight sets veel te sterk voor titelverdediger Andy Murray. In de halve finale verloor Dimitrov in vier sets van de latere winnaar Novak Đoković.

## Palmares
| Legenda                       | Legenda               |
| ----------------------------- | --------------------- |
| Grand Slam                    |                       |
| Olympische Spelen             |                       |
| tot 2009                      | vanaf 2009            |
| Tennis Masters Cup            | ATP Finals            |
| ATP Masters Series            | ATP Tour Masters 1000 |
| ATP International Series Gold | ATP Tour 500          |
| ATP International Series      | ATP Tour 250          |

### Enkelspel
| Nr.                  | Datum             | Toernooi            | Ondergrond    | Tegenstander in finale | Score                  | Details |
| -------------------- | ----------------- | ------------------- | ------------- | ---------------------- | ---------------------- | ------- |
| Gewonnen finales     |                   |                     |               |                        |                        |         |
| 1.                   | 20 oktober 2013   | ATP Stockholm       | Hardcourt (i) | David Ferrer           | 2-6, 6-3, 6-4          | Details |
| 2.                   | 1 maart 2014      | ATP Acapulco        | Hardcourt     | Kevin Anderson         | 7-6(1), 3-6, 7-6(5)    | Details |
| 3.                   | 27 april 2014     | ATP Bucharest       | Gravel        | Lukáš Rosol            | 7-6(2), 6-1            | Details |
| 4.                   | 15 juni 2014      | ATP Londen          | Gras          | Feliciano López        | 6-7(8), 7-6(1), 7-6(6) | Details |
| 5.                   | 8 januari 2017    | ATP Brisbane        | Hardcourt     | Kei Nishikori          | 6-2, 2-6, 6-3          | Details |
| 6.                   | 12 februari 2017  | ATP Sofia           | Hardcourt (i) | David Goffin           | 7-5, 6-4               | Details |
| 7.                   | 20 augustus 2017  | ATP Cincinnati      | Hardcourt     | Nick Kyrgios           | 6-3, 7-5               | Details |
| 8.                   | 19 november 2017  | ATP Finals          | Hardcourt (i) | David Goffin           | 7-5, 4-6, 6-3          | Details |
| Verloren finales     |                   |                     |               |                        |                        |         |
| 1.                   | 5 januari 2013    | ATP Brisbane        | Hardcourt (i) | Andy Murray            | 7-6(6), 6-0            | Details |
| 2.                   | 19 oktober 2014   | ATP Stockholm       | Hardcourt (i) | Tomáš Berdych          | 7-5, 4-6, 4-6          | Details |
| 3.                   | 16 januari 2016   | ATP Sydney          | Hardcourt     | Viktor Troicki         | 6-2, 1-6, 6-7(7)       | Details |
| 4.                   | 1 mei 2016        | ATP Istanbul        | Gravel        | Diego Schwartzman      | 7-6(5), 6-7(4), 0-6    | Details |
| 5.                   | 9 oktober 2016    | ATP Peking          | Hardcourt     | Andy Murray            | 4-6, 6-7(2)            | Details |
| 6.                   | 22 oktober 2017   | ATP Stockholm       | Hardcourt (i) | Juan Martín del Potro  | 4-6, 2-6               | Details |
| 7.                   | 18 februari 2018  | ATP Rotterdam       | Hardcourt (i) | Roger Federer          | 2-6, 2-6               | Details |
| 8.                   | 27 mei 2023       | ATP Genève          | Gravel        | Nicolás Jarry          | 6–7(1), 1–6            | Details |
| 9.                   | 8 november 2023   | ATP Parijs          | Hardcourt (i) | Novak Djokovic         | 4-6, 3-6               | Details |
| Gewonnen challengers |                   |                     |               |                        |                        |         |
| 1.                   | 23 augustus 2010  | Genève              | Gravel        | Pablo Andújar          | 6-2, 4-6, 6-4          |         |
| 2.                   | 13 september 2010 | Bangkok             | Hardcourt     | Konstantin Kravtsjoek  | 6-1, 6-4               |         |
| 3.                   | 20 september 2010 | Bangkok             | Hardcourt (i) | Aleksandr Koedrjavtsev | 6-4, 6-1               |         |
| 4.                   | 28 februari 2011  | Cherbourg-Octeville | Hardcourt (i) | Nicolas Mahut          | 6-2, 7-6(4)            |         |

### Dubbelspel
| Nr.                              | Datum             | Toernooi       | Ondergrond | Partner              | Tegenstanders in finale  | Score            | Details |
| -------------------------------- | ----------------- | -------------- | ---------- | -------------------- | ------------------------ | ---------------- | ------- |
| Verloren finales herendubbel     |                   |                |            |                      |                          |                  |         |
| 1.                               | 18 juni 2011      | ATP Eastbourne | Gras       | Andreas Seppi        | Jonathan Erlich Andy Ram | 3-6, 3-6         | Details |
| Gewonnen challengers herendubbel |                   |                |            |                      |                          |                  |         |
| 1.                               | 21 september 2009 | Trnava         | Gravel     | Tejmoeraz Gabasjvili | Jan Minář Lukáš Rosol    | 6-4, 2-6, [10-8] |         |

### Landencompetities
| Nr.              | Datum                | Toernooi  | Ondergrond    | Partner(s)                                                            | Tegenstanders in finale                                                           | Score                 | Details |
| ---------------- | -------------------- | --------- | ------------- | --------------------------------------------------------------------- | --------------------------------------------------------------------------------- | --------------------- | ------- |
| Gewonnen finales |                      |           |               |                                                                       |                                                                                   |                       |         |
| 1.               | 21-23 september 2018 | Laver Cup | Hardcourt (i) | Roger Federer Novak Đoković Alexander Zverev David Goffin Kyle Edmund | Kevin Anderson John Isner Nick Kyrgios Jack Sock Diego Schwartzman Frances Tiafoe | 13-8 (11 wedstrijden) | Details |

## Resultaten grote toernooien
| Legenda | Legenda                          |
| ------- | -------------------------------- |
| g.t.    | geen toernooi gehouden           |
| l.c.    | lagere categorie                 |
| –       | niet deelgenomen                 |
| G       | uitgeschakeld in de groepsfase   |
| 1R      | uitgeschakeld in de eerste ronde |
| 2R      | uitgeschakeld in de tweede ronde |
| 3R      | uitgeschakeld in de derde ronde  |
| 4R      | uitgeschakeld in de vierde ronde |
| KF      | uitgeschakeld in de kwartfinale  |
| HF      | uitgeschakeld in de halve finale |
| F       | de finale verloren               |
| W       | het toernooi gewonnen            |
| w-v     | winst/verlies-balans             |

### Enkelspel
| toernooi             | 2009 | 2010 | 2011 | 2012 | 2013 | 2014 | 2015 | 2016 | 2017 | 2018 | 2019 | 2020 | 2021 | 2022 | 2023 | 2024 |
| -------------------- | ---- | ---- | ---- | ---- | ---- | ---- | ---- | ---- | ---- | ---- | ---- | ---- | ---- | ---- | ---- | ---- |
| grandslamtoernooien  |      |      |      |      |      |      |      |      |      |      |      |      |      |      |      |      |
| Australian Open      | –    | –    | 2R   | 2R   | 1R   | KF   | 4R   | 3R   | HF   | KF   | 4R   | 2R   | KF   | 2R   | 3R   |      |
| Roland Garros        | –    | –    | 1R   | 2R   | 3R   | 1R   | 1R   | 1R   | 3R   | 3R   | 3R   | 4R   | 1R   | 3R   | 4R   |      |
| Wimbledon            | 1R   | –    | 2R   | 2R   | 2R   | HF   | 3R   | 3R   | 4R   | 1R   | 1R   | g.t. | 2R   | 1R   | 4R   |      |
| US Open              | –    | –    | 1R   | 1R   | 1R   | 4R   | 2R   | 4R   | 2R   | 1R   | HF   | 2R   | 2R   | 2R   | 3R   |      |
| ATP Finals           |      |      |      |      |      |      |      |      |      |      |      |      |      |      |      |      |
| ATP Finals           | –    | –    | –    | –    | –    | –    | –    | –    | W    | –    | –    | –    | –    | –    | –    |      |
| ATP Masters 1000     |      |      |      |      |      |      |      |      |      |      |      |      |      |      |      |      |
| Indian Wells         | –    | –    | –    | 2R   | 3R   | 3R   | 3R   | 2R   | 3R   | 2R   | –    | g.t. | HF   | KF   | 2R   |      |
| Miami                | –    | –    | 1R   | 4R   | 3R   | 3R   | 3R   | 4R   | 2R   | 3R   | 3R   | g.t. | 2R   | 2R   | 3R   |      |
| Monte Carlo          | –    | –    | –    | –    | KF   | 3R   | KF   | 2R   | 2R   | HF   | 3R   | g.t. | 3R   | HF   | 2R   |      |
| Madrid               | –    | –    | –    | –    | 3R   | 3R   | 2R   | 1R   | 3R   | 2R   | 1R   | g.t. | 1R   | 3R   | 3R   |      |
| Rome                 | –    | –    | –    | –    | 2R   | HF   | 2R   | 1R   | 1R   | 2R   | 1R   | KF   | 1R   | 2R   | 3R   |      |
| Montreal/Toronto     | –    | –    | –    | –    | 1R   | HF   | 2R   | KF   | 3R   | KF   | 1R   | g.t. | 2R   | 2R   | –    |      |
| Cincinnati           | –    | –    | 2R   | –    | 3R   | 2R   | 3R   | HF   | W    | 3R   | 1R   | 2R   | 3R   | 1R   | 1R   |      |
| Shanghai             | –    | –    | 2R   | 2R   | 1R   | 2R   | –    | 2R   | KF   | –    | –    | g.t. | g.t. | g.t. | HF   |      |
| Parijs               | –    | –    | –    | 2R   | 3R   | 3R   | 3R   | 3R   | 3R   | 3R   | HF   | –    | 3R   | 3R   | F    |      |
| olympisch            |      |      |      |      |      |      |      |      |      |      |      |      |      |      |      |      |
| Olympische Spelen    | g.t. | g.t. | g.t. | 2R   | g.t. | g.t. | g.t. | 1R   | g.t. | g.t. | g.t. | g.t. | –    | g.t. | g.t. |      |
| statistieken         |      |      |      |      |      |      |      |      |      |      |      |      |      |      |      |      |
| totaal aantal titels | 0    | 0    | 0    | 0    | 1    | 3    | 0    | 0    | 4    | 0    | 0    | 0    | 0    | 0    | 0    | 0    |
| eindejaarsranking    | 287  | —    | 76   | 48   | 23   | 11   | 28   | 17   | 3    | 19   | 20   | 19   | 28   | 28   | 14   |      |

### Dubbelspel
| toernooi             | 2011 | 2012 | 2013 | 2014 | 2015 | 2016 | 2017 | 2018 | 2019 | 2020 | 2021 | 2022 | 2023 | 2024 |
| -------------------- | ---- | ---- | ---- | ---- | ---- | ---- | ---- | ---- | ---- | ---- | ---- | ---- | ---- | ---- |
| grandslamtoernooien  |      |      |      |      |      |      |      |      |      |      |      |      |      |      |
| Australian Open      | –    | –    | 3R   | –    | –    | –    | –    | –    | –    | –    | –    | –    | –    |      |
| Roland Garros        | –    | 1R   | 2R   | –    | –    | –    | –    | –    | –    | –    | –    | –    | –    |      |
| Wimbledon            | 2R   | –    | 2R   | –    | –    | –    | –    | –    | –    | g.t. | –    | –    | –    |      |
| US Open              | 1R   | –    | –    | –    | –    | –    | –    | –    | –    | –    | –    | –    | –    |      |
| ATP Masters 1000     |      |      |      |      |      |      |      |      |      |      |      |      |      |      |
| Indian Wells         | –    | –    | 2R   | –    | 1R   | 1R   | 1R   | 1R   | –    | g.t. | –    | –    | 2R   |      |
| Miami                | –    | –    | HF   | –    | –    | –    | –    | –    | –    | g.t. | –    | –    | –    |      |
| Monte Carlo          | –    | –    | –    | –    | 2R   | –    | 1R   | KF   | 1R   | g.t. | 1R   | –    | 1R   |      |
| Madrid               | –    | –    | 1R   | –    | 2R   | –    | –    | –    | 2R   | g.t. | –    | 2R   | 1R   |      |
| Rome                 | –    | –    | 1R   | HF   | –    | –    | –    | –    | 1R   | 1R   | –    | 2R   | –    |      |
| Montreal/Toronto     | –    | –    | 2R   | –    | –    | 2R   | 2R   | 2R   | –    | g.t. | –    | 2R   | –    |      |
| Cincinnati           | –    | –    | –    | –    | –    | 1R   | –    | –    | –    | –    | –    | 2R   | –    |      |
| Shanghai             | –    | –    | –    | –    | –    | –    | –    | –    | –    | g.t. | g.t. | g.t. | –    |      |
| Parijs               | –    | –    | –    | –    | –    | KF   | –    | 1R   | –    | –    | –    | –    | –    |      |
| olympisch            |      |      |      |      |      |      |      |      |      |      |      |      |      |      |
| Olympische Spelen    | g.t. | –    | g.t. | g.t. | g.t. | –    | g.t. | g.t. | g.t. | g.t. | –    | g.t. | g.t. |      |
| statistieken         |      |      |      |      |      |      |      |      |      |      |      |      |      |      |
| totaal aantal titels | 0    | 0    | 0    | 0    | 0    | 0    | 0    | 0    | 0    | 0    | 0    | 0    | 0    | 0    |
| eindejaarsranking    | 202  | —    | 67   | 160  | 252  | 230  | 554  | 299  | —    | 826  | 843  | 233  | 584  |      |